# 加芙列拉·冈萨雷斯
加芙列拉·冈萨雷斯（西班牙語：Gabriela González，1965年2月24日—），生于科尔多瓦，阿根廷天文学家、引力波探测专家，路易斯安那州立大学物理学和天文学教授，2011年3月至2017年3月担任LIGO科学团队的发言人。研究领域为引力波探测器、引力波数据分析等。
2017年5月，冈萨雷斯当选为美国国家科学院院士。